# Хепті

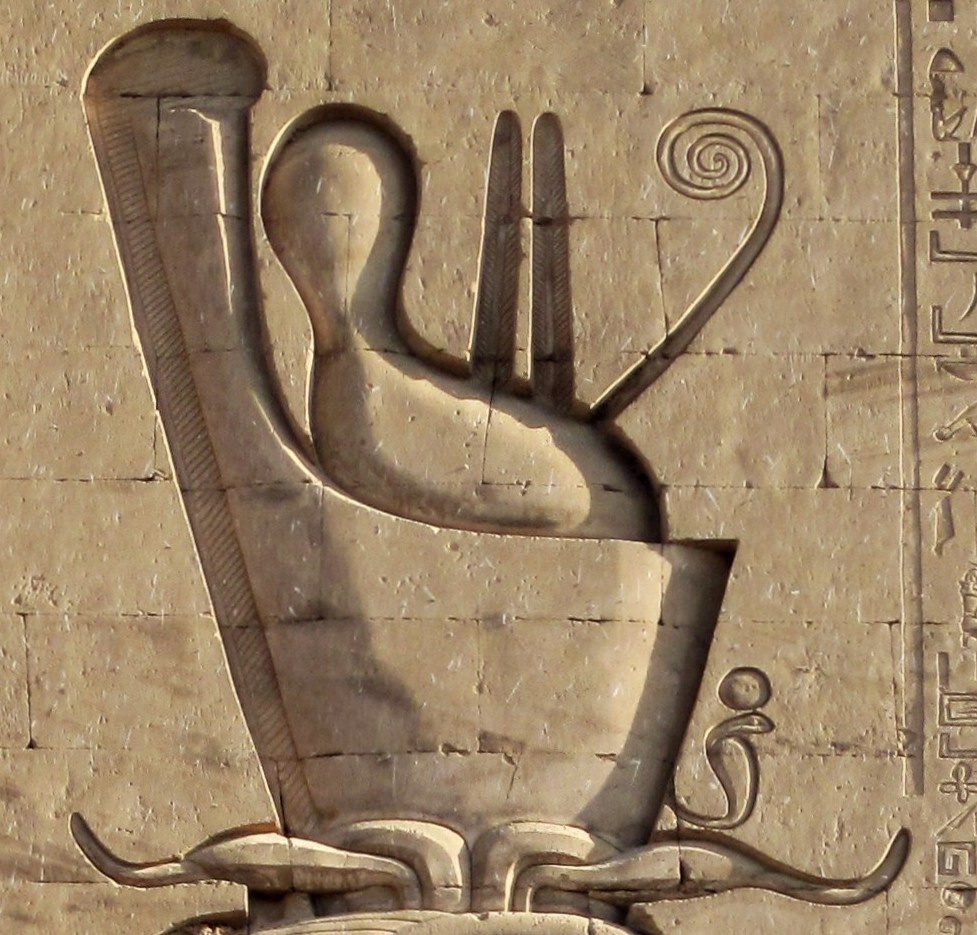
Корона хепті. Рельєф з храму в Едфу

Хепті (також відома як «подвійна корона з пір'ям») — давньоєгипетська корона богів, перші згадки про яку сходять до часів Стародавнього царства.

## Будова корони
В основі хепті лежить подвійна корона (пшент), по обидва боки від якої розгалужуються два спірально закручених баранячих роги. Згори над короною підносяться два прямих страусиних пера. У задній частині корони височить третє перо. Над рогами розташований сонячний диск і урей. Два страусиних пера символізують праве і ліве око бога.

## Хепті в міфології
У храмі фараона Сахура зображений рельєф бога Сопду в короні хепті, у якій спірально закручена пружина досягає небес, виходячи з цього можна припустити, що це була небесна корона.
У греко-римський період корона хепті грала дуже важливу роль. Її пов'язували з дітьми богів, які отримували корону в спадок від своїх божественних батьків. Разом з короною вони отримували і владу на небі. У короні хепті зображували таких богів, як Бехдет і Гор Бехдетський, які претендували на владу.